# IX Giochi panafricani
I IX Giochi panafricani si tennero dall'11 al 23 luglio 2007 ad Algeri, Algeria. Vi parteciparono 52 nazioni.

## Discipline
Ai IX Giochi panafricani furono rappresentate 27 discipline sportive, di cui:
21 discipline olimpiche
- Atletica leggera (dettagli)
- Badminton (dettagli)
- Calcio (dettagli)
- Canottaggio (dettagli)
- Ciclismo (dettagli)
- Equitazione (dettagli)
- Ginnastica (dettagli)
- Judo (dettagli)
- Lotta (dettagli)
- Nuoto (dettagli)
- Pallacanestro (dettagli)

- Pallamano (dettagli)
- Pallavolo (dettagli)
- Pugilato (dettagli)
- Scherma (dettagli)
- Sollevamento pesi (dettagli)
- Taekwondo (dettagli)
- Tennis (dettagli)
- Tennistavolo (dettagli)
- Tiro a volo (dettagli)
- Vela (dettagli)

3 discipline non olimpiche
- Karate (dettagli)
- Scacchi (dettagli)
- Kickboxing (dettagli)

3 sport paralimpici
- Atletica leggera paralimpica (dettagli)
- Basket in carrozzina (dettagli)
- Goalball (dettagli)

## Medagliere
| #      | Nazione             | Oro | Argento | Bronzo | Totale |
| ------ | ------------------- | --- | ------- | ------ | ------ |
| 1      | Egitto              | 74  | 62      | 63     | 199    |
| 2      | Algeria             | 70  | 58      | 77     | 205    |
| 3      | Sudafrica           | 61  | 66      | 53     | 180    |
| 4      | Nigeria             | 50  | 55      | 54     | 159    |
| 5      | Tunisia             | 48  | 41      | 58     | 147    |
| 5      | Kenya               | 13  | 15      | 10     | 38     |
| 7      | Senegal             | 8   | 12      | 26     | 46     |
| 8      | Zimbabwe            | 7   | 8       | 8      | 23     |
| 9      | Botswana            | 6   | 2       | 5      | 13     |
| 10     | Camerun             | 4   | 6       | 17     | 27     |
| 11     | Etiopia             | 4   | 5       | 10     | 19     |
| 12     | Angola              | 4   | 1       | 7      | 12     |
| 13     | Libano              | 4   | 5       | 10     | 19     |
| 14     | Ghana               | 3   | 10      | 12     | 25     |
| 15     | Eritrea             | 3   | 1       | 2      | 6      |
| 16     | Sudan               | 3   | 0       | 1      | 4      |
| 17     | Seychelles          | 3   | 6       | 1      | 11     |
| 18     | RD del Congo        | 2   | 2       | 1      | 5      |
| 19     | Gambia              | 2   | 1       | 3      | 6      |
| 20     | Zambia              | 1   | 2       | 6      | 9      |
| 21     | Lesotho             | 1   | 1       | 2      | 4      |
| 22     | Mali                | 1   | 0       | 3      | 4      |
| 23     | Uganda              | 1   | 0       | 1      | 2      |
| 24     | Mozambico           | 1   | 0       | 0      | 1      |
| 25     | Costa d'Avorio      | 0   | 3       | 12     | 15     |
| 26     | Burkina Faso        | 0   | 2       | 1      | 3      |
| 27     | Rep. del Congo      | 0   | 1       | 3      | 4      |
| 27     | Madagascar          | 0   | 1       | 3      | 4      |
| 29     | Guinea              | 0   | 1       | 2      | 3      |
| 29     | Malawi              | 0   | 1       | 2      | 3      |
| 31     | Namibia             | 0   | 1       | 1      | 2      |
| 32     | São Tomé e Príncipe | 0   | 1       | 0      | 1      |
| 32     | Tanzania            | 0   | 1       | 0      | 1      |
| 34     | Benin               | 0   | 0       | 4      | 4      |
| 35     | Guinea-Bissau       | 0   | 0       | 3      | 3      |
| 36     | Rep. Centrafricana  | 0   | 0       | 1      | 1      |
| 36     | Togo                | 0   | 0       | 1      | 1      |
| Totale | Totale              | 374 | 371     | 463    | 1208   |

## Record
Nuoto
- Giovedì 12 luglio, il keniota Jason Dunford ha vinto la finale dei 100 m farfalla con il tempo di 53"45, nuovo record dei Giochi (il record precedente era di 54"66).
- Troyden Prinsloo, finale dei 400 m stili libero 3'55"29 (nuovo record africano e dei Giochi; precedente 3'59"56); in precedenza, nelle batterie dei 400 m stile libero maschili, il tunisino Ahmed Mathlouthi aveva stabilito il nuovo record africano con 3'58"44.
- Cameron van der Burgh, finale dei 100 m rana: 1'02"05 (precedente record dei Giochi: 4'59"50)
- La staffetta del Sudafrica nella 4x200 m stile libero ha stabilito un nuovo record africano con 8'28"46 (vecchio record: 8'34"93).
- La zimbabwese Kirsty Coventry ha vinto i 400 m 4 stili col nuovo record dei Giochi: 4'39"91 (record precedente: 4'59"50).